# Воспоминания о Мацуко
«Воспоминания о Мацуко» (яп. 嫌われ松子の一生 Кираварэ Мацуко но иссё:, «Жизнь презренной Мацуко») — японский фильм 2006 года, снятый по роману Ямады Мунэки.
По состоянию на декабрь 2008, фильм ещё не вышел официально в Северной Америке, хотя на североамериканской премьере в 2007 на Нью-Йоркском фестивале азиатского кино фильм получил приз зрительских симпатий со средним баллом 9.2.

## Сюжет
Фильм начинается со Сё, прибирающего квартиру недавно умершей тёти Мацуко. Из её вещей, от отца, соседа — дружелюбного панка Сюдзи, подруги — порно-звезды Мэгуми и от других людей Сё постепенно узнаёт о подробностях жизни тёти, а вместе с ним узнаёт о Мацуко и зритель.
В ранние 1970-е, Мацуко была известной школьной учительницей. Происшествие с её учеником Рю, который совершил кражу, вину за которую Мацуко приняла на себя, оказывает ужасные последствия на её жизнь.
Фильм раскрывает некоторые подробности несчастного детства Мацуко во время которого она боролась за внимание отца, который был очень привязан к хронически больной сестрёнке Мацуко — Куми. Это неравное соперничество, в котором Мацуко получала меньше внимания, чем ей хотелось бы, в итоге привело к ненависти к сестре и уходу из родительского дома.
Отношения Мацуко с мужчинами были в основном не очень удачными. Видя лишь намёк на чувства, она металась от отношений с одним мужчиной к отношениям с другим, хотя зачастую они сопровождались жестоким обращением с ней. Во всех случаях те, кого она любила, бросали её, так как не были способны справляться с её потребностями. Но она продолжала преследовать свою мечту о совершенной любви, несмотря на то, что жизнь унесла её на самое дно — она работала проституткой, а позже даже попала в тюрьму за убийство.
Когда Мацуко после долгих лет встречается с Рю, которого она спасла от наказания за воровство в юности, она узнаёт, что он восхищается ею и питает к ней чувства. Она видит в нём ещё один шанс на настоящую любовь, но Рю к тому времени уже глубоко завяз в криминальной жизни. Будучи в тюрьме он решает, что для него будет лучше исчезнуть из жизни Мацуко чтобы обезопасить её от преступного мира, в чём он горько раскаивается после её смерти.
Последней надеждой для 40-летней Мацуко остаётся примирение со своей семьёй. Она знакомится с маленьким Сё на берегу реки у дома, однако враждебное отношение её брата — Норио — который рассказывает ей о смерти Куми, а затем прогоняет её, наносит по жизни Мацуко сокрушительный удар. Отвергнутая семьёй, одинокая и потерявшая всякую надежду, она с годами превращается из красивой женщины в сумасшедшую, молчаливую старуху, которая живёт бесцельной жизнью, и в итоге погибает от рук подростков.
В последних кадрах зритель видит поющих её песенку подруг и любовников, на жизнь которых повлияла Мацуко, сама так и не узнав о том, насколько сильным это влияние было.
Пущенная в обратном направлении жизнь Мацуко останавливается на возрасте 23 лет, где на пороге своей комнаты, только уже в раю, её встречает сестрёнка словами: «С возвращением».

## В ролях
| Актёр                       | Роль             |
| --------------------------- | ---------------- |
| Накатани Мики (中谷美紀)    | Кавадзири Мацуко |
| Окуноя Кана                 | Мацуко в детстве |
| Эйта Нагаяма (瑛太)         | Кавадзири Сё     |
| Кагава Тэруюки (香川照之)   | Кавадзири Норио  |
| Итикава Микако (市川実日子) | Кавадзири Куми   |
| Юсукэ Исэя (伊勢谷友介)     | Ёити Рю          |
| Эмото Акира (柄本明)        | Кавадзири Козо   |
| Куросава Аска (黒沢あすか)  | Мэгуми Савамура  |
| Танихара Сёскэ              | Саэки Сюдзи      |
| Канкуро Кудо                | Ямэкава Тэцуя    |
| Bonnie Pink (Каори Асада)   | Аяно             |
| Гэкидан Хитори              | Такэо Окано      |

## Награды
- Награды Японской Академии (2007): лучшая актриса (Накатани Мики), лучший монтаж (Койкэ Ёсиюки), лучшее музыкальное сопровождение (Роберто Габриэле, Сибуя Такэси)
- Награда Hochi Film (2006) — лучшая актриса (Накатани Мики)
- Награда Japanese Professional Movie (2006) — лучшая актриса (Накатани Мики)
- Награда Kinema Junpo (2007) — лучшая актриса (Накатани Мики)
- Награды Mainichi Film Concours (2007): лучшая актриса (Накатани Мики), лучший монтаж (Койкэ Ёсиюки).